# Non es meravelha s'eu chan
Non es meravelha s'eu chan è una canso in lingua occitana antica composta dal trovatore Bernart de Ventadorn nel XII secolo.

## Contenuto
(vv. 27-29)
Analogamente a quanto accade in Chantars no pot gaire valer, Bernart dichiara d'essere del tutto sopraffatto da Amore e di agire poeticamente «a so coman»; è questa tormentata subordinazione che lo rende il migliore dei trovatori («melhs de nul autre chantador»).
I versi si susseguono densamente nel territorio dicotomico governato da dolore e piacere, male e bene, angoscia e dolcezza. Solo quest'uomo ormai annientato («conques»), in balia del sentimento «com fa la folha contra.l ven», può infine accedere all'anelata pietà della donna («almorna gran»).
Nel consueto senhal in coda al componimento, Bernart dedica il vers a «Mo Cortes». Carl Appel ritiene - come per il «Bel Vezers» di Ben m'an perdut, che in senhal non vada riferito a una donna amata o al soggetto amoroso della lirica, ma piuttosto una protettrice del poeta.

## Struttura
È una canso di 7 coblas capcaudadas alternate, composte da 8 ottosillabi con uscita tonica e seguite da una tornada di 3 versi. Lo schema metrico della cobla è ABBACDDC.